# Lepismium
Lepismium es un género de plantas epifitas o litófitas de la familia de los cactus con  especies distribuidas en las regiones tropicales de Suramérica. Comprende 53 especies descritas y de estas, sólo 8 aceptadas

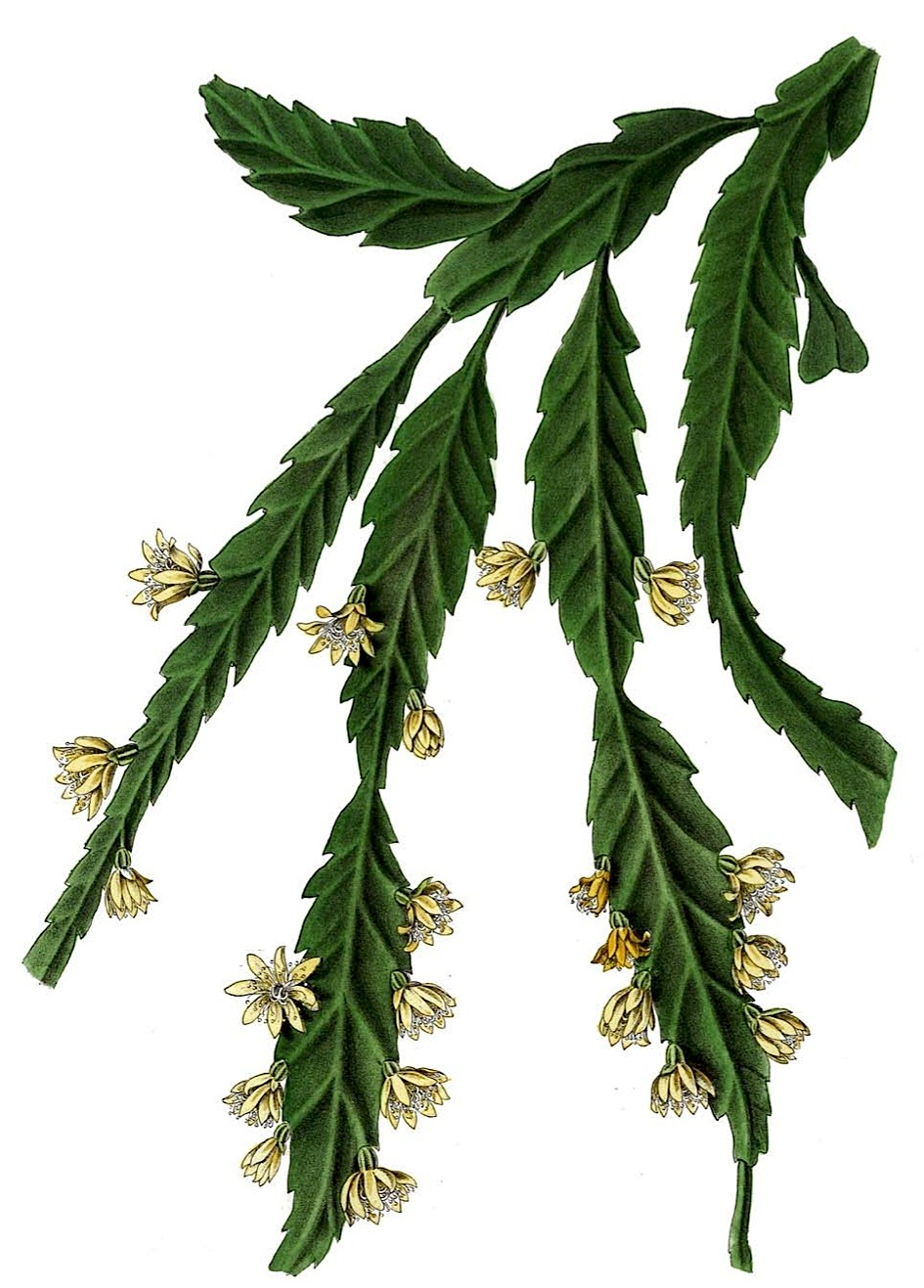
Lepismium houlletianum

. En Bolivia y Uruguay sus especies reciben el nombre de agarrapalo.

## Descripción
Las especies del género Lepismium crecen epífitas o litófitas , arbustivas o colgantes con tallos rastreros. Los brotes suelen ser segmentados cilíndricos, estriados, con alas, angular o aplanado en forma de hoja, pero no tuberculados.  Las areolas son visible en los bordes de las costillas, y, a menudo en sus muescas, las espinas pueden estar presentes o ausentes. Las flores aparecen en los laterales, en forma de campana o tubulares. Las frutas son como bayas  de colores brillantes o transparentes. Están visiblemente veteadas y a veces espinosas. Los frutos son oblongas u ovadas, con semillas de color marrón o negro, que son hasta 1 mm de largo.

## Taxonomía
El género fue descrito por Ludwig Karl Georg Pfeiffer y publicado en Allgemeine Gartenzeitung 3: 315. 1835.
Etimología
Lepismium: nombre genérico que deriva del griego: "λεπίς" (lepis) = "recipiente, escamas, apagado" y se refiere a la forma en que en algunas especies las flores se rompen a través de la epidermis.

## Especies
- Subgénero Pfeiffera (Salm-Dyck) Barthlott
  - Lepismium ianthothele (Monv.) Barthlott
  - Lepismium miyagawae (Barthlott & Rauh) Barthlott

- Subgénero Acanthorhipsalis (K.Schum.) Barthlott
  - Lepismium brevispinum Barthlott
  - Lepismium monacanthum (Griseb.) Barthlott

- SubgéneroLymanbensonia (Kimnach) Barthlott
  - Lepismium crenatum (Britton) Barthlott
  - Lepismium micranthum (Vaupel) Barthlott

- Subgénero Houlletia Barthlott & N.P.Taylor
  - Lepismium asuntapatense M.Kessler, Ibisch & Barthlott
  - Lepismium bolivianum (Britton) Barthlott
  - Lepismium houlletianum (Lem.) Barthlott
    - Lepismium houlletianum f. houlletianum
    - Lepismium houlletianum f. regnellii (G.Lindb.) Süpplie

  - Lepismium lorentzianum (Griseb.) Barthlott
  - Lepismium paranganiense (Cárdenas) Barthlott
  - Lepismium warmingianum (K.Schum.) Barthlott

- Subgénero Lepismium
  - Lepismium cruciforme (Vell.) Miq.
  - Lepismium incachacanum (Cárdenas) Barthlott

- Subgénero Ophiorhipsalis (K.Schum.) Barthlott
  - Lepismium lumbricoides (Lem.) Barthlott